# Эндрюс, Джессика
Джессика Даниэлла Эндрюс (англ. Jessica Danielle Andrews; род. 29.12.1983 в г. Хантингдон, Теннеси, США) — американская кантри-певица.

## Детство
Джессика Эндрюс родилась в Хантингдоне, Теннесси в семье Джесси и Вики Эндрюс.. В 11 лет она собрала свой первый ансамбль. После того, как кто-то отправил запись одной из песен в исполнении Эндрюс продюсеру Байрону Галлимору, она получила возможность подписать контракт со студией DreamWorks Records Nashville и вскоре начала работу над её первым альбомом.

## Карьера
В 1999 г., в возрасте 15 лет, дебютировала в хит-параде Billboard Hot Country Singles & Tracks (сейчас Hot Country Songs) с синглом «I Will Be There for You», из её дебютного альбома «Heart Shaped World», выпущенного лейблом «DreamWorks Records Nashville».
В 2001 г. добилась успеха в чартах с песней «Who I Am» из её второго одноименного студийного альбома, которая стала кантри-хитом № 1. Альбом «Who I Am» получил в США золотой статус. Третий альбом Эндрюс «Now» был выпущен в 2003 г. и продавался слабее, чем его предшественник, а четвёртый альбом (предварительно названный «Ain’t That Life») вообще не был выпущен в связи с закрытием лейбла «DreamWorks». В конце 2008 г., Эндрюс подписала контракт с лейблом «Carolwood Records», однако, в 2009 г. её альбом так и не был выпущен.
2 ноября 2010 г. лейбл «Geffen Records» выпустил первый альбом лучших хитов Джессики Эндрюс — «Icon»

## Личная жизнь
В октябре 2010 г. Эндрюс обручилась с автором-исполнителем Марселем. Их свадьба состоялась 11 ноября 2011 г.

## Дискография

### Студийные альбомы
| Heart Shaped World         | - Дата выпуска: 23.03.1999 - Лейбл: DreamWorks Nashville | 24 | —  | 15 |                |
| Who I Am                   | - Дата выпуска: 27.01.2001 - Лейбл: DreamWorks Nashvill  | 2  | 22 | —  | - США: Золотой |
| Now                        | - Дата выпуска: 15.04.2003 - Лейбл: DreamWorks Nashville | 4  | 34 | —  |                |
| «—» альбом не попал в чарт |                                                          |    |    |    |                |

### Сборники
| Название | Подробности                                                                      |
| -------- | -------------------------------------------------------------------------------- |
| Icon     | - дата выпуска: 02.11.2010 - Лейбл: Geffen Records - Formats: CD, music download |

### Синглы
| Год                                                          | Сингл                            | Высшая позиция | Высшая позиция | Высшая позиция | Высшая позиция | Высшая позиция | Альбом                       |
| Год                                                          | Сингл                            | США кантри     | США            | США AC         | США латин поп  | Канада кантри  | Альбом                       |
| ------------------------------------------------------------ | -------------------------------- | -------------- | -------------- | -------------- | -------------- | -------------- | ---------------------------- |
| 1999                                                         | I Will Be There for You          | 28             | 108            | —              | —              | 43             | Heart Shaped World           |
| 1999                                                         | You Go First (Do You Wanna Kiss) | 25             | 117            | —              | —              | 43             | Heart Shaped World           |
| 2000                                                         | Unbreakable Heart                | 24             | 110            | —              | —              | 43             | Heart Shaped World           |
| 2000                                                         | I Do Now                         | 53             | —              | —              | —              | *              | Heart Shaped World           |
| 2000                                                         | Who I Am                         | 1              | 28             | 24             | 20             | *              | Who I Am                     |
| 2001                                                         | Helplessly, Hopelessly           | 31             | —              | —              | —              | *              | Who I Am                     |
| 2002                                                         | Karma                            | 47             | —              | —              | —              | *              | Who I Am                     |
| 2002                                                         | There’s More to Me Than You      | 17             | 108            | —              | —              | *              | Now                          |
| 2003                                                         | Good Time                        | 49             | —              | —              | —              | *              | Now                          |
| 2005                                                         | The Marrying Kind                | —              | —              | —              | —              | *              | Ain’t That Life (неизданный) |
| 2005                                                         | Summer Girl                      | 46             | —              | —              | —              | *              | Ain’t That Life (неизданный) |
| 2008                                                         | Everything                       | 45             | —              | —              | —              | *              | Non-album song               |
| «—» сингл не попал в данный чарт * высшая позиция неизвестна |                                  |                |                |                |                |                |                              |

### Музыкальные видео
| Год  | Видео                                 | Режиссёр        |
| ---- | ------------------------------------- | --------------- |
| 1999 | I Will Be There for You               | Brent Hedgecock |
| 1999 | You Go First (Do You Wanna Kiss)      | Trey Fanjoy     |
| 1999 | Unbreakable Heart                     | David Rogan     |
| 2000 | Who I Am                              | Jon Ragel       |
| 2001 | Helplessly, Hopelessly                | Steven Goldmann |
| 2001 | Karma                                 | Steven Goldmann |
| 2003 | There’s More to Me Than You           | Adolfo Doring   |
| 2003 | There’s More to Me Than You (баллада) | Adolfo Doring   |
| 2003 | Good Time                             | Trey Fanjoy     |